# Heinrich Oswald (Manager)
Heinrich Oswald (* 15. Mai 1917 in Riehen, Kanton Basel-Stadt; † 6. März 2008 in Küsnacht ZH) war ein Schweizer Manager und Reformer der Schweizer Armee.

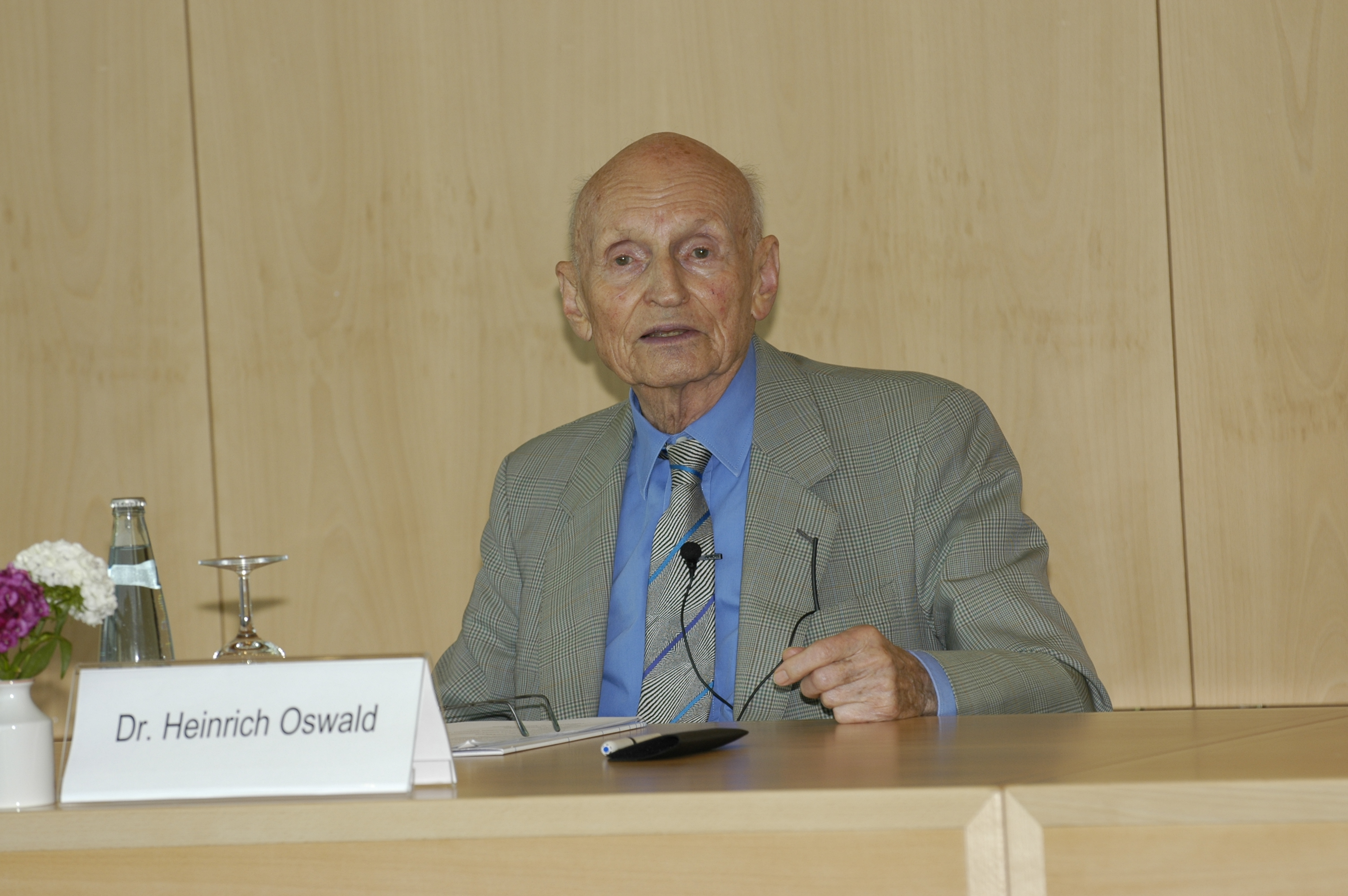
Heinrich Oswald im Lilienberg Unternehmerforum, Ermatingen, am 21. Juni 2007

## Leben
Heinrich Oswald besuchte das Humanistische Gymnasium in Basel und wurde 1941 zum Dr. iur. promoviert. 1943 erwarb er das Anwaltspatent. Er arbeitete zunächst im Eidgenössischen Volkswirtschaftsdepartement (1943–1946) in Bern und trat danach beim Nahrungsmittelunternehmen Knorr ein, wo er verschiedene Funktionen innehatte (Personalchef, Verkaufs- und Exportleiter, Marketingdirektor), bevor er 1966 Generaldirektor wurde. Von 1972 bis 1983 war er Direktionspräsident und Delegierter des Verwaltungsrates des Schweizer Medienhauses Ringier.
Bekannt wurde Heinrich Oswald durch die von Bundesrat Rudolf Gnägi eingesetzte Kommission für Fragen der militärischen Erziehung und Ausbildung der Armee (Oswald-Bericht) zur Modernisierung der Armee, die unter anderem die Abschaffung der preussischen Achtungstellung (Strammstehen) und die Ausweitung der bisher ausschliesslich Offizieren zustehenden Anrede «Herr» auf alle Soldaten empfahl (sogenannte Oswald-Reform; im Resultat wurde die Anrede «Herr» dann allerdings für alle Ränge fallen gelassen).
In Oswalds Zeit bei Knorr fiel die Einführung der Werbefigur Knorrli, welche in der zweiten Hälfte des 20. Jahrhunderts jedem Schweizer Kind ein Begriff war.
Während seiner Amtszeit bei Ringier wurden Schweizer Illustrierte und Sie + Er fusioniert, das Druckzentrum Adligenswil LU ausgebaut und neue Zeitschriften wie GlücksPost und L’Hebdo eingeführt. Ebenso gründete er die Ringier-Journalistenschule. Er trat 1984 in den Ruhestand und schied 2008 mit Hilfe einer Sterbehilfeorganisation freiwillig aus dem Leben.

## Werke
- Publizitätsprobleme bei den Handelsgesellschaften. Basel 1941. (Diss. jur. Uni Basel).
- Die Stellung des Verkaufsleiters im modernen Marketing. Haupt Verlag, Bern 1965.
- Partnerschaft von Fabrikant und Handel im Kraftfeld der neuen Zeit. Haupt Verlag, Bern; Stuttgart 1967.
- Führen statt verwalten! Akzente der Unternehmensführung. Haupt Verlag, Bern; Stuttgart 1967.
- Wachablösung an der Führungsspitze. Stellvertretung und Nachfolge in Wirtschaft und Verwaltung. Econ-Verlag, Düsseldorf; Wien 1970.
- Ich bitte um Ihre schwererhältliche Aufmerksamkeit. Kleine Alltagspädagogik für Manager aller Grössen. Benteli, Bern 1982, ISBN 3-7165-0412-2.
- Manager – Monarch ohne Beichtvater und Hofnarr. Bucher, Adligenswil 1987.
- Frontwechsel der Manager. Von Coriolan bis Iacocca. Verlag Moderne Industrie, Zürich 1988, ISBN 3-478-31390-2.
- Krisenfall im Management. Die Interimslösung. Verlag Moderne Industrie, Zürich 1989.
- Management mit einem Lächeln. Ott Verlag, Thun 1997, ISBN 3-7225-6913-3.
- Schlüsselerlebnis. Kranich, Zollikon 2004, ISBN 3-909194-17-6.